# Colletes wahrmani
Colletes wahrmani is een vliesvleugelig insect uit de familie Colletidae. De wetenschappelijke naam van de soort is voor het eerst geldig gepubliceerd in 1959 door Noskiewicz.